# Korfu

För staden, se Korfu (stad).  

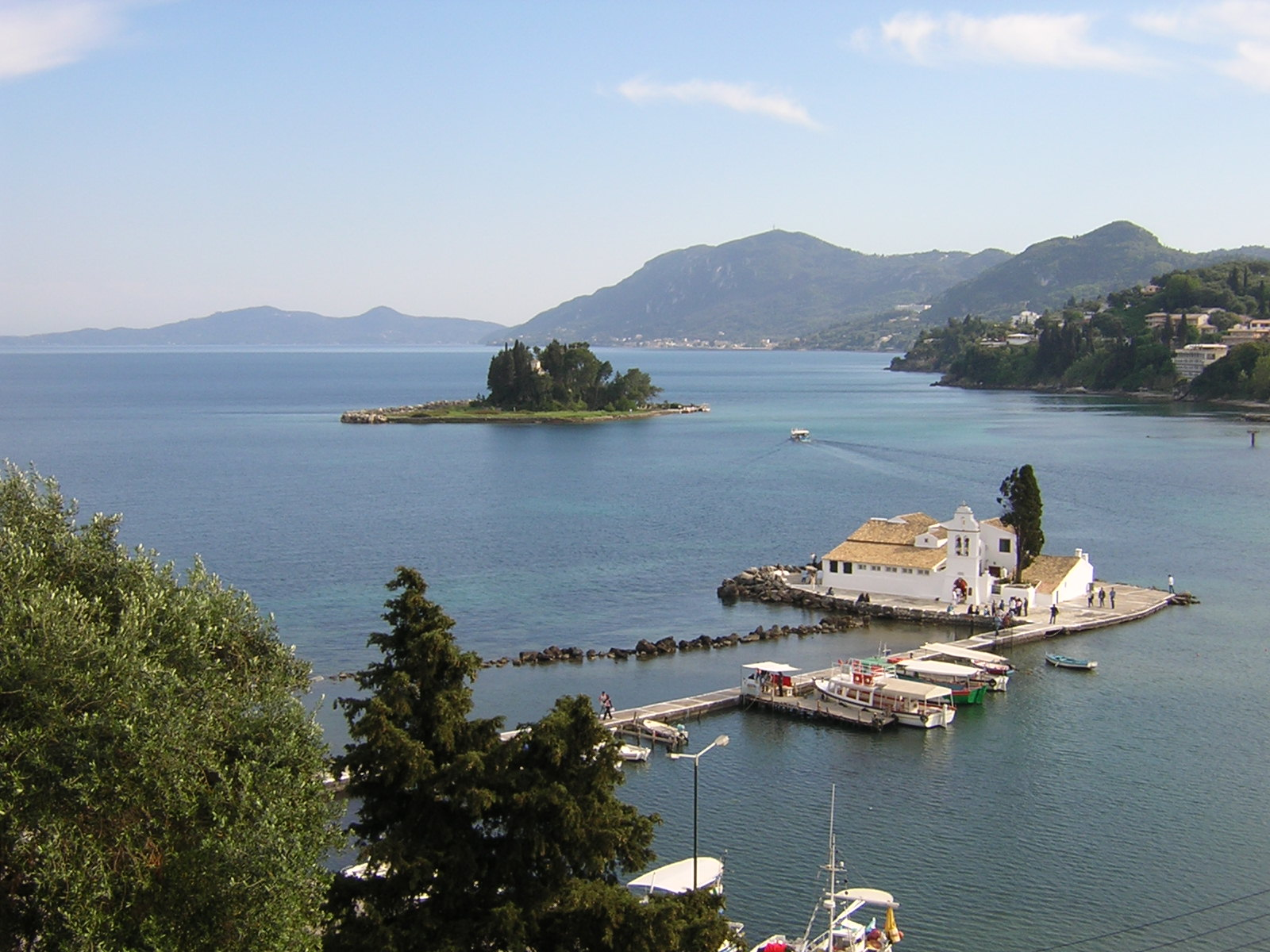
Ön Pontikonísi ligger vid Korfu.

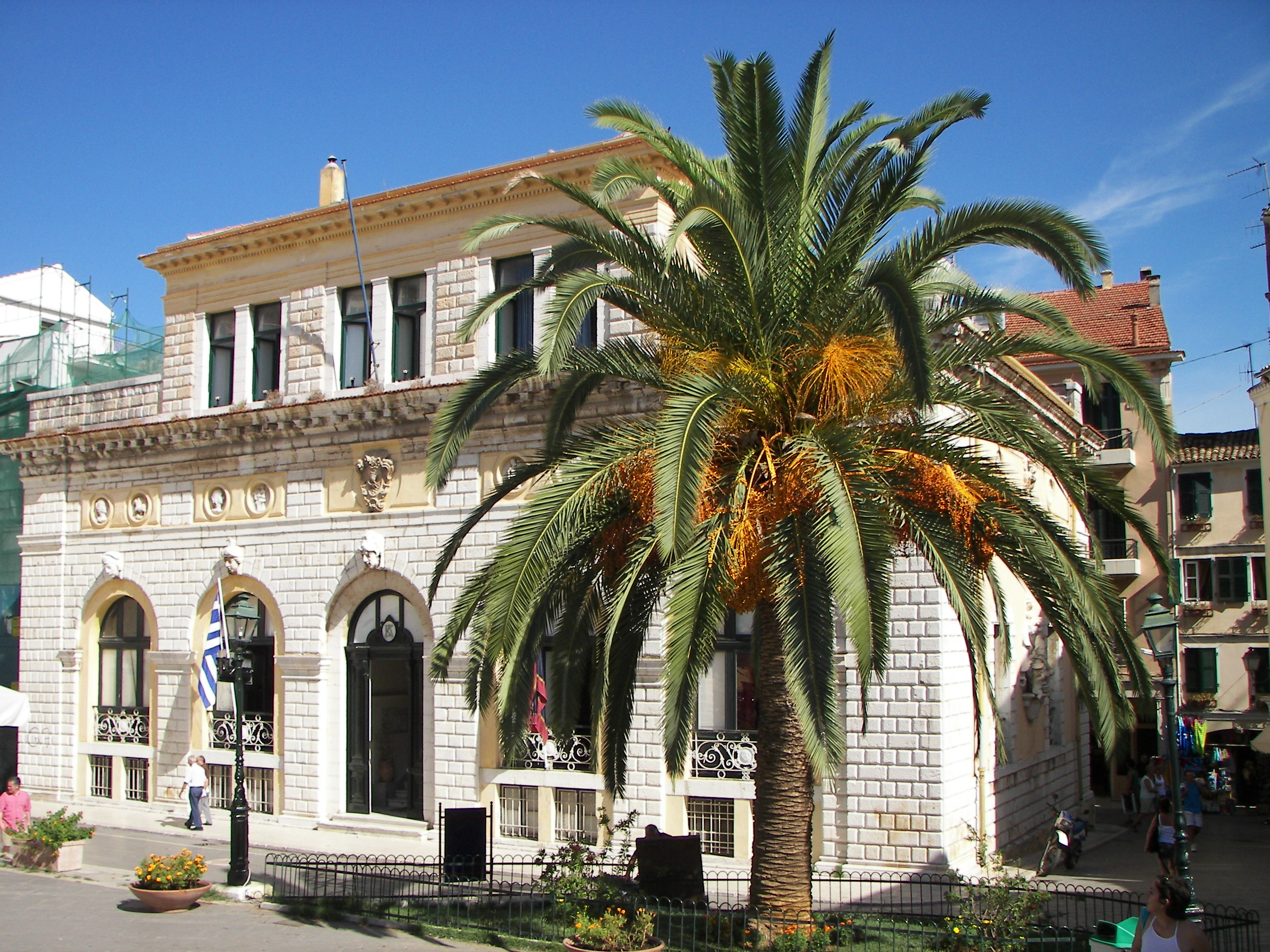
Stadshuset på Korfu.

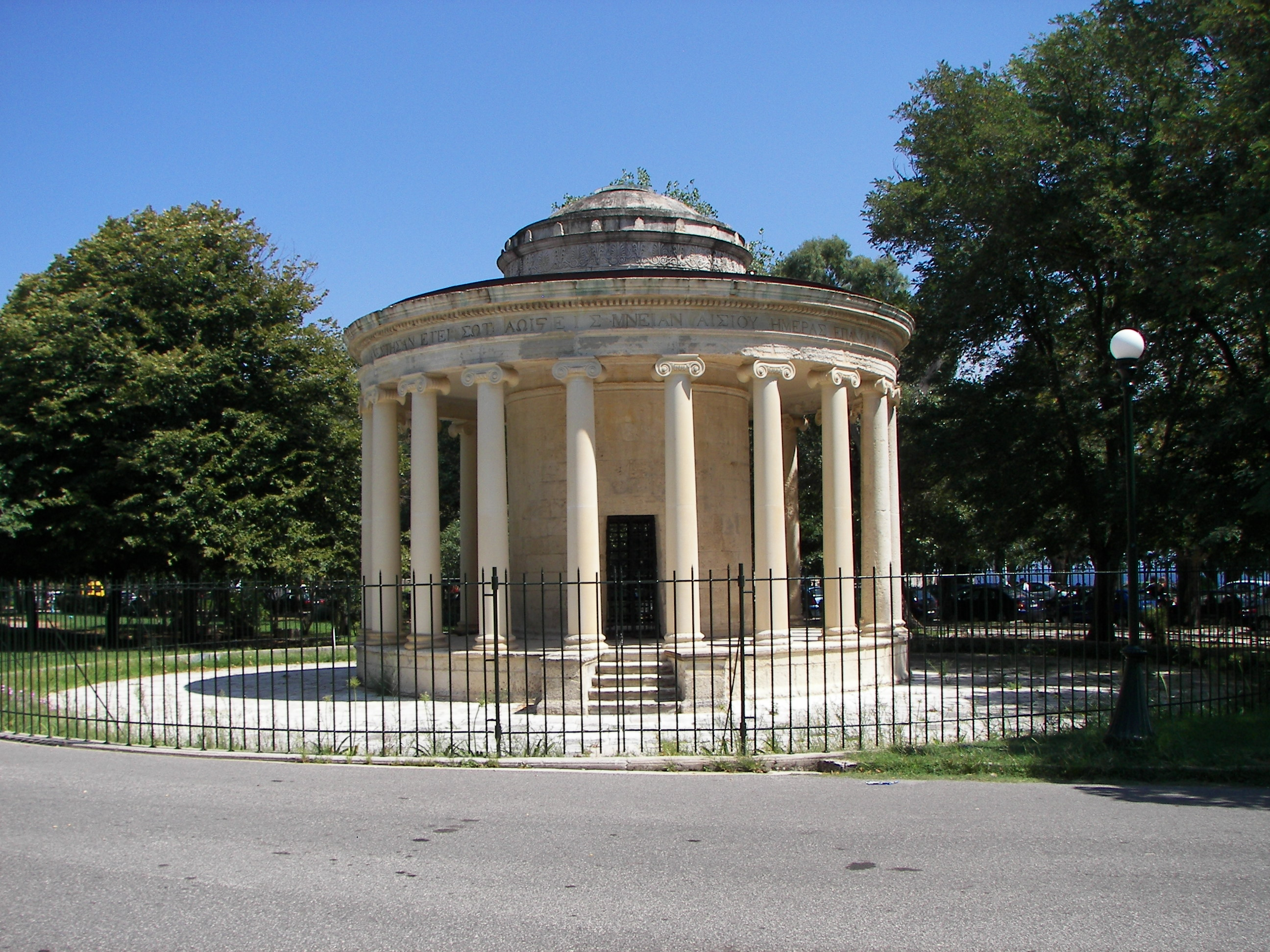
Monument över den brittiske guvernören Sir Thomas Maitland.

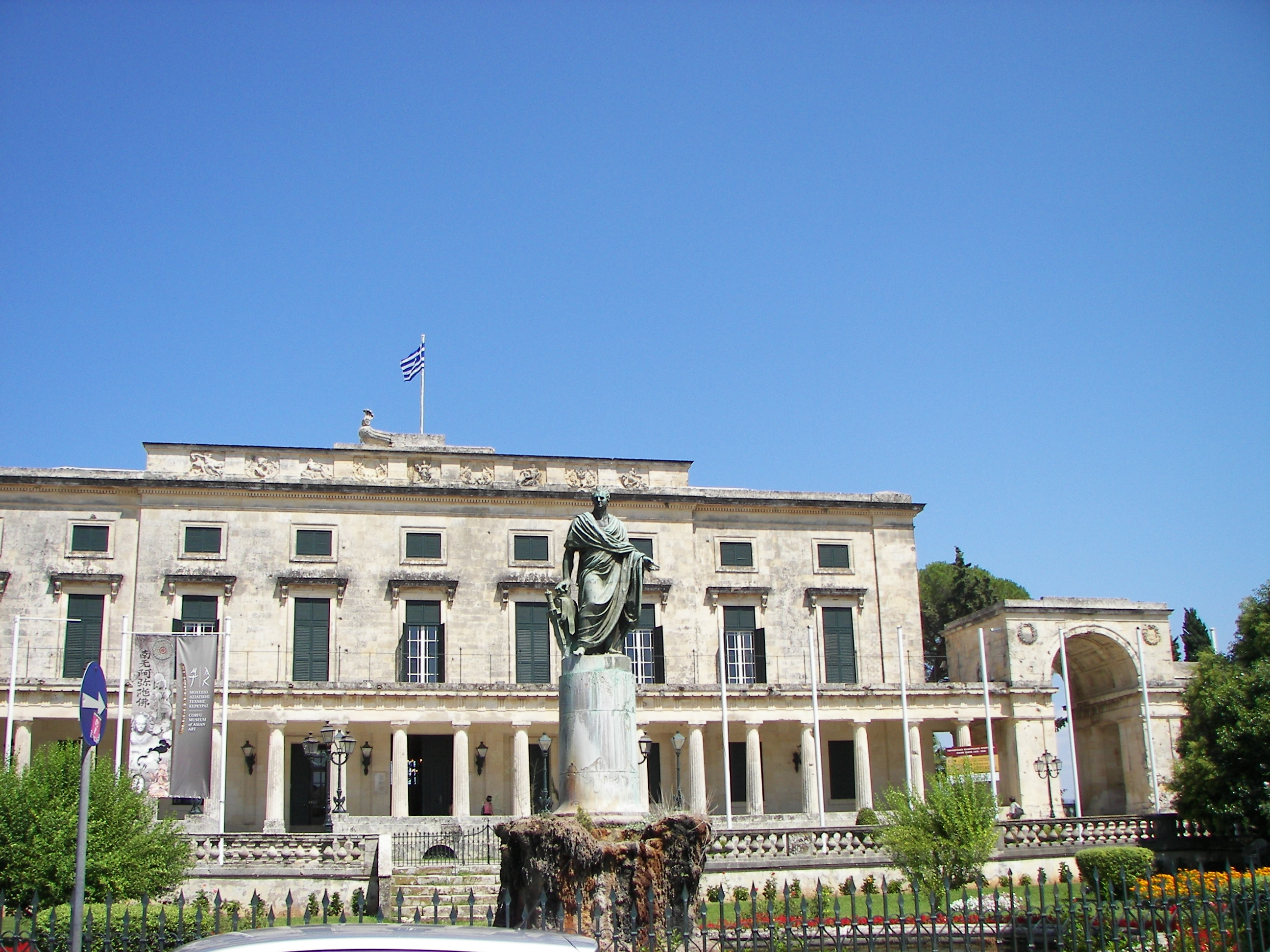
Slottet Palaia Anaktora. Statyn föreställer den brittiske guvernören Sir Frederick Adam.

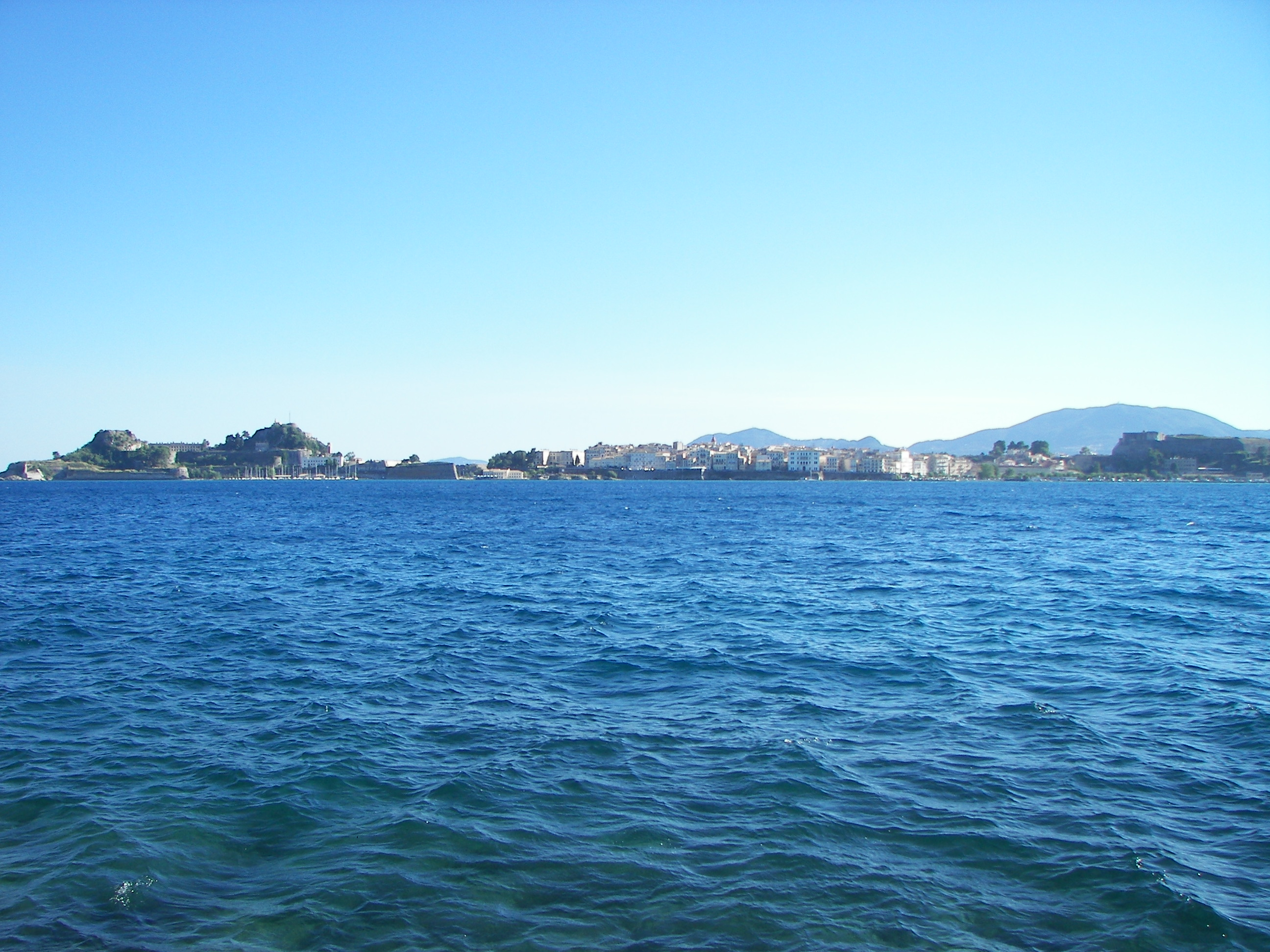
Centrala staden Korfu.

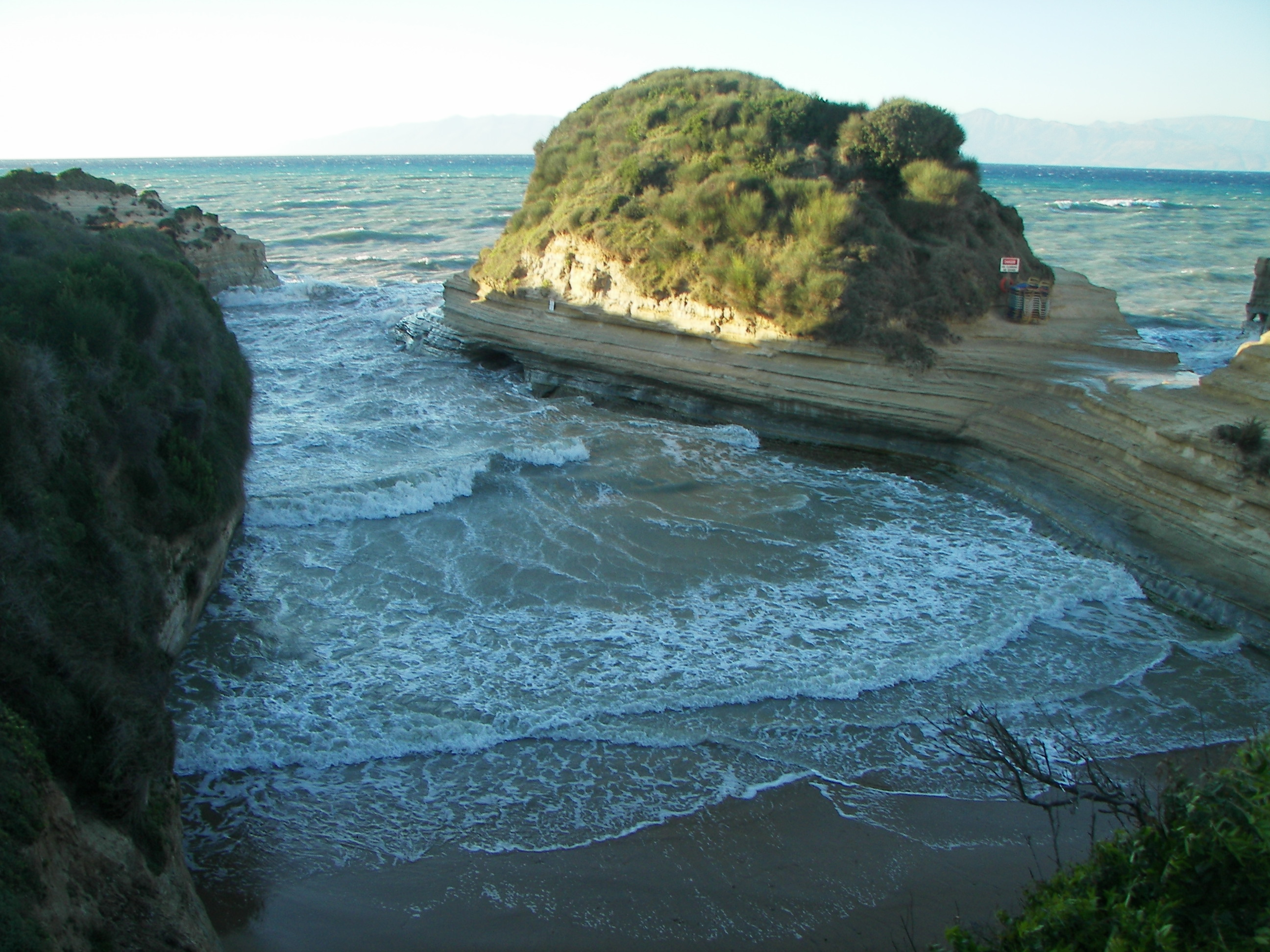
Den berömda stranden i Sidari.

Korfu, även Kerkyra (grekiska: Κέρκυρα, Kérkyra), är en grekisk ö i Joniska havet, där Korfu är den nordligaste av de joniska öarna utanför Greklands och Albaniens kust. Huvudorten heter även den Korfu. Ön har omkring 105 000 invånare.

## Etymologi
Det grekiska namnet Kerkyra eller Korkyra, är relaterat till havsguden Poseidon och floden Asopos på fastlandet. ] Enligt myten, blev Poseidon kär i den vackra nymfen Korkyra, dotter till Asopos och flodnymfen Metope, och förde bort henne. Poseidon tog nymfen Korkyra till den då icke namngivna ön, och i äktenskaplig lycka fick ön hennes namn Korkyra  som gradvis utvecklats till Kerkyra (doriska). Poseidon och Metope fick ett barn som de kallade Faiax, efter vilken invånarna på ön namngavs Faiakes, på latin Phaeaciani. Korfus smeknamn är Faiakernas ö.
Namnet Corfu är en italiensk version av den bysantinska Κορυφώ (Koryfō), som betyder "staden av toppar" och som härrör från den bysantinska grekiska Κορυφαί (Koryfai) (kammar eller toppar), som betecknar de två topparna i Palaio Frourio.

## Geografi
Korfu är cirka 60 kilometer långt och 30 kilometer på den bredaste punkten, med en total yta på ca 580 km². De berg som uppfyller en stor del av ön och bestämmer dess form grupperar sig i två huvudsträckningar, en sydligare i riktning mellan norr och söder samt en nordligare mellan öster och väster, vilken senare med sin högsta topp, Pantokrator (Παντοκράτωρ), når en höjd av 906 m. Korfus form liknar en lie eller skära (Drepane, δρεπάνι).
På västra sidan stupar bergen tvärbrant mot havet, men sänker sig sluttande mot den östra, där flera inskärande vikar erbjuder förträffliga hamnar, som i förening med det gynnsamma läget tidigt framkallat livlig sjöfart och handel.  På västkusten finns det fina stränder.
Korfu är den västligaste av alla grekiska öar. På nordöstra sidan sundet, i höjd med Dassiá, ligger Albanien, mellan 3 och 23 km bort. Sydöstra sidan av ön ligger väster om regionen Thesprotia på Grekiska fastlandet. Den Italienska kusten ligger ca 40 km västerut. Kuststräckan på ca 220 kilometer rymmer stränder och klippformationer med kristallklart vatten runt hela ön.

### Öar
Ön Lazaretto, tidigare känd som Aghios Dimitrios, ligger strax nordost om Korfu stad. Under venetianskt styre i början av 1600-talet byggdes ett kloster på den lilla ön och ett sjukhus för spetälska gav senare ön namnet. Under den franska ockupationen 1798, var holmen ockuperat av rysk-turkiska flottan och drevs det som ett militärsjukhus. Under den brittiska ockupationen 1814 öppnades sjukhuset igen för spetälska. Under andra världskriget etablerades ett nazistiskt koncentrationsläger där de höll fångar från den grekiska motståndsrörelsen. Än i dag finns det högkvarter kvar som användes av den italienska armén samt en liten kyrka och väggen där dödsdömda sköts.
De mindre Diapontiska öarna (grekiska: Διαπόντια νησιά) Othonoí, Ereíkoussa och Mathráki ligger nordväst om Korfu. På södra sidan ligger de större öarna Paxí och Antípaxi. Ännu längre söderut ligger öarna Kefalónia och Zakynthos, väster om halvön Pelopónnesos kust.

### Flora
Korfu anses vara den grönaste av alla grekiska öar och många av de 3-4 miljoner olivträden, som utgör en stor del av grönskan, planterades av venetianarna för mer än 500 år sedan. Den höga luftfuktigheten och regnet vintertid gör att övrig växtlighet trivs och frodas. Citron-, apelsinträd, bougainvillea, plataner, myrten, blåregn och oleander trängs med orégano och timjan och täcker det böljande landskapet. På Korfu har också kumquat odlats i nästan ett sekel. Kumquat är en oval orange citrusfrukt med söt och lätt syrlig smak med ursprung i Kina och Japan. Av Korfus ca 100 ton kumquat per år produceras likörer, sylt och godis som används i bakning, matlagning och i kosmetika.

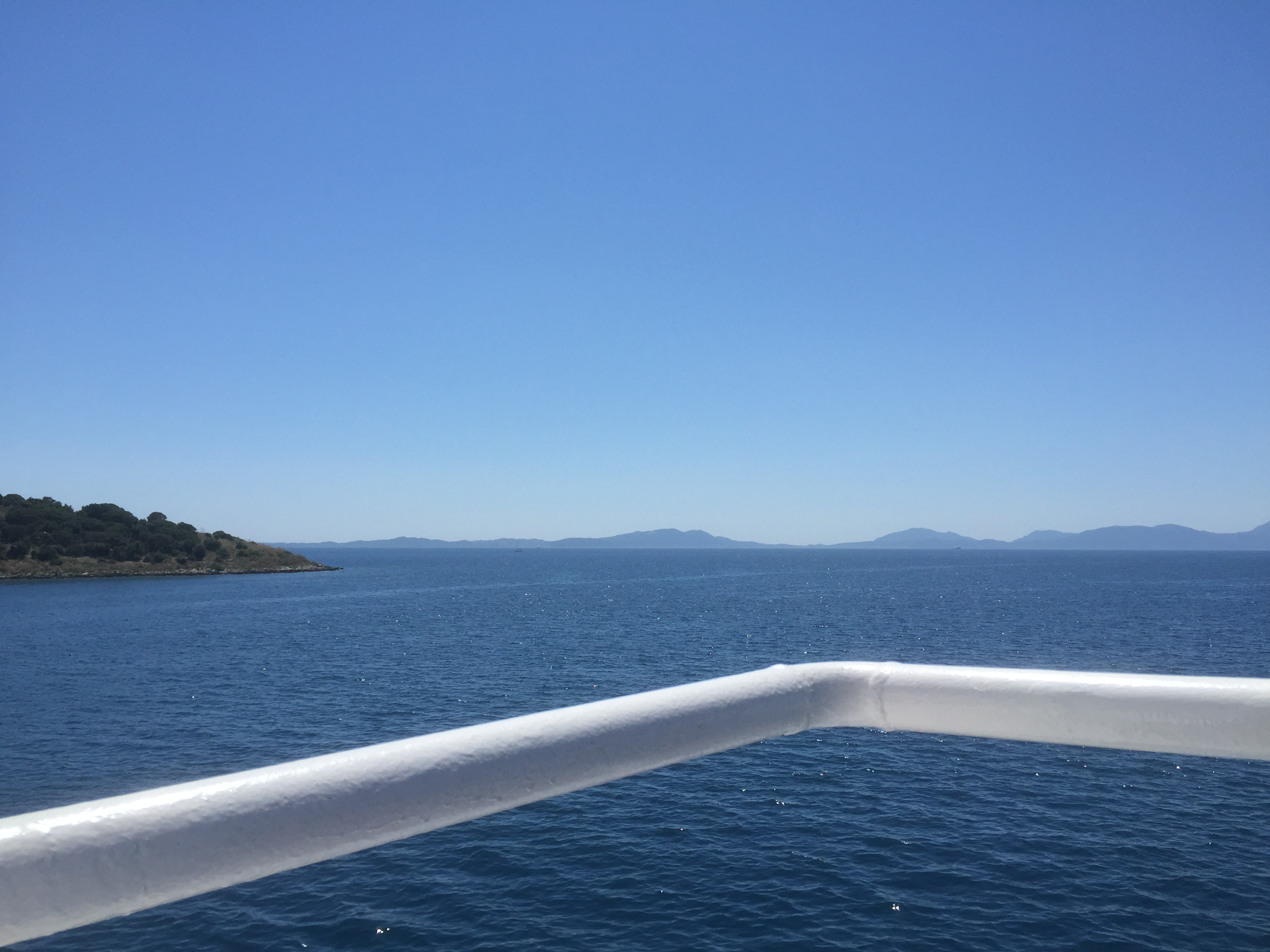
På väg med båt från Igoumenitsa ses Korfus böljande landskap.

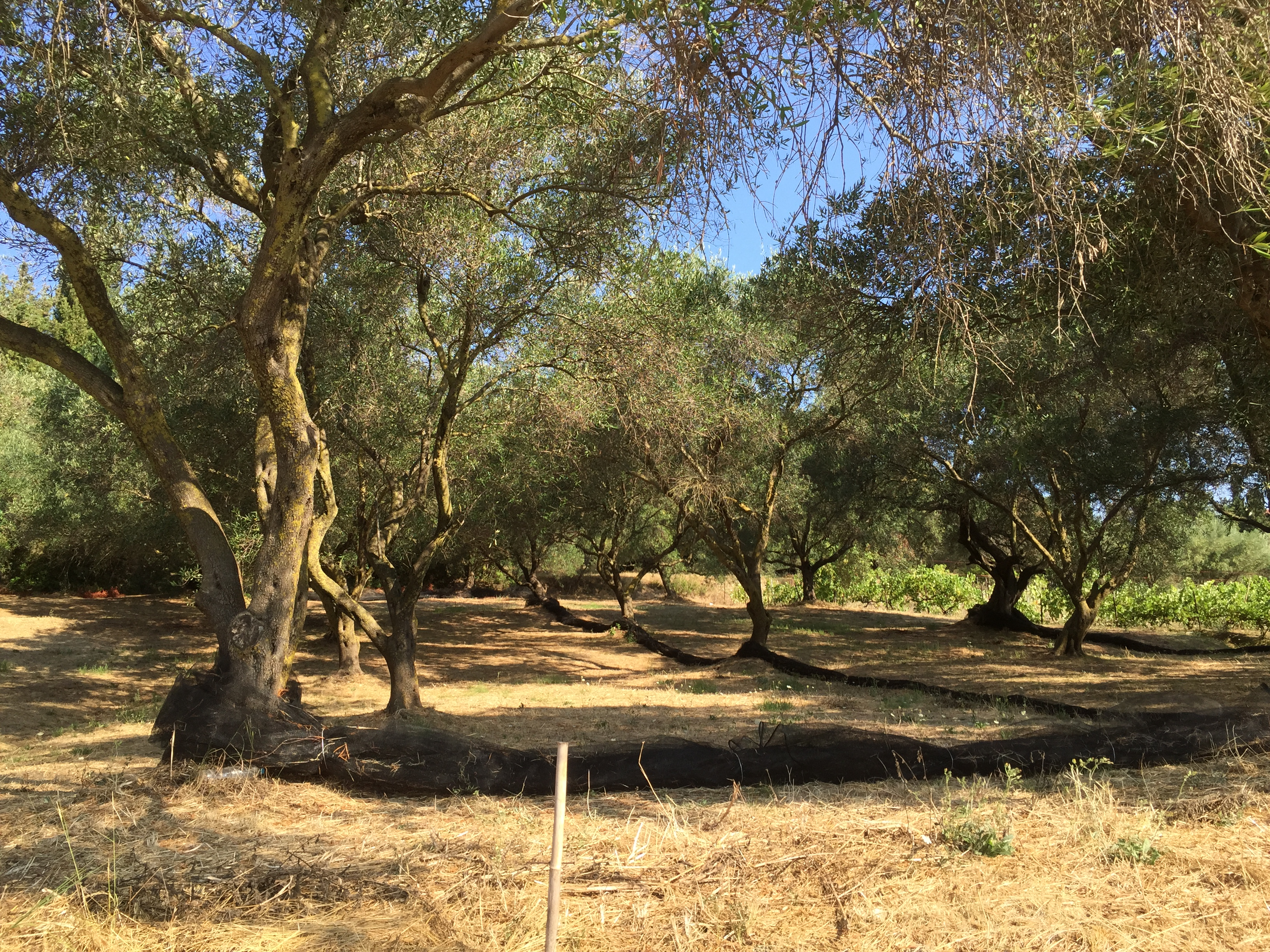
Olivlund i byn Arillas på ön Korfu.

### Klimat
|                                            | Jan   | Feb   | Mar  | Apr | Maj  | Jun  | Jul | Aug  | Sep  | Okt   | Nov   | Dec   |
| ------------------------------------------ | ----- | ----- | ---- | --- | ---- | ---- | --- | ---- | ---- | ----- | ----- | ----- |
| Normaldygnets maximitemperaturs medelvärde | 14    | 14    | 16   | 19  | 23   | 28   | 31  | 31   | 28   | 23    | 18    | 15    |
| Normaldygnets minimitemperaturs medelvärde | 5     | 6     | 7    | 9   | 13   | 16   | 18  | 18   | 16   | 13    | 9     | 7     |
|                                            |       |       |      |     |      |      |     |      |      |       |       |       |
| Nederbörd                                  | 132,1 | 137,2 | 99,1 | 61  | 35,6 | 15,2 | 7,6 | 17,8 | 76,2 | 147,3 | 180,3 | 180,3 |

| Diagram | temperaturer i °C • månadsnederbörd i mm • Källa: Weather Channel | temperaturer i °C • månadsnederbörd i mm • Källa: Weather Channel | temperaturer i °C • månadsnederbörd i mm • Källa: Weather Channel | temperaturer i °C • månadsnederbörd i mm • Källa: Weather Channel | temperaturer i °C • månadsnederbörd i mm • Källa: Weather Channel | temperaturer i °C • månadsnederbörd i mm • Källa: Weather Channel | temperaturer i °C • månadsnederbörd i mm • Källa: Weather Channel | temperaturer i °C • månadsnederbörd i mm • Källa: Weather Channel | temperaturer i °C • månadsnederbörd i mm • Källa: Weather Channel | temperaturer i °C • månadsnederbörd i mm • Källa: Weather Channel | temperaturer i °C • månadsnederbörd i mm • Källa: Weather Channel | temperaturer i °C • månadsnederbörd i mm • Källa: Weather Channel |
|         | 132 14 5                                                          | 137 14 6                                                          | 99 16 7                                                           | 61 19 9                                                           | 36 23 13                                                          | 15 28 16                                                          | 8 31 18                                                           | 18 31 18                                                          | 76 28 16                                                          | 147 23 13                                                         | 180 18 9                                                          | 180 15 7                                                          |

Klimatet är milt och hälsosamt.

## Historia

### Förhistorisk och antik tid
Enligt en åsikt som omfattades redan av forntidens greker är Korfu samma ö som det homeriska Scheria, faiakernas hemland, dock utan att de homeriska sångerna själva ger tillräckligt stöd för detta antagande.
Ön synes under den förhistoriska tiden ha varit bebodd av en liburnisk (illyrisk) folkstam. Omkring 734 f.Kr. anlades ungefär mitt på öns östra kust av korinthiska nybyggare en stad, som liksom hela ön erhöll namnet Korkyra. Stadens borg utgjordes av två befästa bergstoppar, på grekiska kallade Koryfo, varav sedan uppstått det nyare namnet Korfu. Denna koloni höjde sig snart till ett välstånd som väckte moderstatens avund. Det kom till stridigheter, och Korfus flotta besegrade år 665 f.Kr. den korinthiska i en sjödrabbning på Adriatiska havet, den första som nämns i de grekiska hävderna. Nya misshälligheter mellan Korinth och Korfu var sedan en medverkande orsak till utbrottet av det peloponnesiska kriget (431-404 f.Kr.). Redan från denna tid började dock Korfus makt och välstånd sjunka, huvudsakligen till följd av de ständigt förnyade inre slitningarna mellan aristokraterna och folkpartiet.
Länge var Korfu en kastboll under striderna mellan de angränsande makterna, till dess det 229 f Kr. överlämnade sig åt det Romerska riket, i vilkas hand det blev en viktig flottstation och stödjepunkt under krigen mot Makedonien. Såsom en fristat under romerskt skydd höjde sig Korfu åter till en viss välmåga, som kvarstod ännu sedan Korfu år 337 e.Kr. blivit en del av det Bysantinska riket.

### Medeltiden till 1800-talet
Korfu styrdes under perioder av goter och normander, och efter åtskilliga växlingar gav sig ön 1386 under Republiken Venedigs välde och tillhörde republiken ända till dess upplösning 1797. Korfu är den enda grekiska region som Ottomanska riket aldrig lyckades inta. Sedermera har ön delat samma öden som de övriga Joniska öarna. Det tillhörde fransmännen mellan 1807 och 1814 och britterna mellan 1814 och 1864, då det blev en del av det enade Grekland.

### 1900-talet
Trots att Korfu tillförsäkrats ständig neutralitet av de stormakter som undertecknat 1815 års Parisfördrag, besatte under första världskriget fransmännen den 12 januari 1916 Achilleion, staden Korfus järnvägsstation, kasernerna och gniststationen, och sedan serbiska armén i november samma år upprivits bestämde de allierade att de slagna serbiska trupperna skulle få använda Korfu som rekreations- och reorganisationsort. De började anlända dit i januari 1916, och småningom blev hela serbiska armén där reorganiserad.
När Italien i augusti 1923 kommit i konflikt med Grekland med anledning av att några italienska medlemmar av en gränsregleringskommission mördats på grekiskt område nära albanska gränsen, lät Mussolini den 31 augusti, efter ett ultimatum till Grekland om ursäkt och skadestånd, italienska trupper besätta Korfu som en påtryckningsåtgärd. I samband med detta bombarderades staden Korfus sedan länge nedlagda fästning av italienska krigsfartyg, varvid en del civilpersoner, mestadels armeniska och grekiska flyktingar från Mindre Asien som var inhysta på Korfu, dödades eller sårades. Den grekiska regeringen hänsköt tvisten om ansvaret för mordet på gränskommissionens medlemmar samt besättandet av Korfu till Nationernas förbund, men då Italiens representant där hotade med Italiens utträde ur förbundet, vågade rådet inte officiellt uppta tvisten till behandling. Det medverkade emellertid under hand till dess lösning genom ambassadörskonferensen i Paris på för Grekland synnerligen hårda villkor. I dessa ingick bland annat att en kommission bestående av brittiska, italienska, franska och japanska representanter på plats skulle övervaka utredningen av mordaffären vid albanska gränsen samt att Grekland hos en neutral bank deponerade 50 miljoner lire, varur skulle tagas skadestånd till Italien till det belopp som Permanenta internationella domstolen i Haag med ledning av utredningskommissionens rapporter bestämde. Italienska regeringen, som genast vid Korfus ockupation förklarat denna vara temporär, lovade att senast 27 september, då undersökningen skulle vara avslutad, utrymma Korfu. Sedan kommissionen i en förberedande rapport meddelat att mördarna inte kunnat uppspåras och att deras nationalitet inte bestämt kunnat konstateras, beslöt ambassadörskonferensen, utan att avvakta kommissionens slutrapport, att tillhålla Grekland att till Italien omedelbart utbetala hela den deponerade summan (under förevändning att grekiska myndigheter inte med tillbörlig energi efterspanat mördarna), och detta skedde även, varpå Italien 27 september utrymde Korfu. Denna "Korfuaffär" ansågs med fog visa att Nationernas förbund ännu inte förmådde att strängt objektivt handlägga ömtåliga tvister mellan en stormakt och en mindre stat.
Under det Grek-italienska kriget besatte Italien Korfu i april 1941. När fascismen föll i Italien 1943 anföll och ockuperade tyskarna ön, som sedan befriades av allierade styrkor den 14 oktober 1944.
Där sundet mellan Korfu och fastlandet är som smalast är det bara någon kilometer över till Albanien, vilket under kommunisttiden gjorde att många albaner försökte simma över till ön, för att på så sätt lättare ta sig in i Grekland.[källa behövs]

## Arkeologi
På Korfu företogs 1910-1913 omfattande utgrävningar, till största delen under ledning av Wilhelm Dörpfeld, varvid man bland annat påträffade flera tempel (ett arkaiskt från 500-talet f.Kr. i Garitsa, två tempel i Kardaki, ett Gorgotempel i Monrepos) samt en förhistorisk boplats från 1000-talet f.Kr. i öns nordvästra del.

## Sevärdheter
- Gardíslottet
- Achíllionslottet
- Korisíonlagunen
- Vido

## Kända personer
- Andreas Mustoxydis, historiker och filolog, född på Korfu
- Prins Philip, hertig av Edinburgh, född på Korfu